# Taaria Walker
Taaria Walker (Rurutu, 11 octobre 1930 - Pirae, 1er février 2018), dite Pare ou Mama Pare, est une autrice française. Elle est considérée comme une figure importante de la vie culturelle des Îles Australes, impliquée dans la transmission de la mémoire de l'archipel, notamment grâce à son livre Rurutu, Mémoires d’avenir d’une île australe.

## Biographie
Taaria Walker naît le 11 octobre 1930 sur l'île de Rurutu, dans l'archipel des Australes en Polynésie française. Son père, Tuarii Uura, est analphabète ; sa mère, Rumepa Mateau, est fille de pasteur et plus éduquée,. Elle grandit au sein d'une famille nombreuse. Elle ne porte pas le nom de son père mais celui de l'homme à qui sa mère était promise en mariage.
Taaria Walker grandit à Rurutu où elle va à l'école, avant de poursuivre sa scolarité à Papeete dont elle découvre alors la culture et la langue. Malgré ce dépaysement, elle réussit à obtenir son brevet élémentaire et fait des études qui lui permettent de devenir infirmière et sage-femme. Après ses études, elle retourne à Rurutu où elle rencontre Clet Walker, un instituteur avec qui elle se marie et a des enfants.
En 1999, elle publie Rurutu, Mémoires d’avenir d’une île australe aux éditions Haere Pō. Ce livre, exemple de la tradition polynésienne du tifaifai (patchwork), raconte les coutumes de l'île de Rurutu à travers le récit de faits historiques, autobiographiques, légendaires ou fictionnels. Il aborde notamment les thèmes du multiculturalisme et celui des effets du colonialisme sur les habitants de l'île. Il raconte toute l'histoire de l'île, des premières implantations humaines à nos jours. Le livre est écrit en français mais certains passages sont en langue tahitienne, il a d'ailleurs d'abord été écrit en tahitien pour un concours sur la langue tahitienne. Pour cela, elle prend des cours de tahitien pendant un an.
Taaria Walker est engagée en faveur de la culture et de l'artisanat de Rurutu et y a fondé plusieurs associations pour l'artisanat. Elle a également présidé le Centre Territorial d’information des femmes et des familles et fait partie du Conseil des Sages de Rurutu.
Elle meurt le 2 février 2018. Le maire de Rurutu, Frédéric Riveta, lui rend hommage, de même que le ministre de la culture polynésien, Heremoana Maamaatuaiahutapu, qui salue une femme « dépositaire de la mémoire des Australes », « inspirée par une volonté de perpétuer [cette mémoire] ».

## Distinctions
En 1999, elle obtient le prix du jury du Salon du livre insulaire d'Ouessant pour Rurutu, Mémoires d’avenir d’une île australe.
Le 27 juin 2002, elle est nommée chevalier dans l’ordre de Tahiti Nui.